# Crescendo appare
Crescendo appare és una escultura de l'artista italià Mario Merz situada al moll de la Barceloneta, al barri de la Barceloneta de Barcelona. Es tracta de 21 números cal·ligrafiats en neó dins d'uns quadrats de ferro situats al terra al llarg de 160 metres. Els números representen la successió de Fibonacci, matemàtic medieval que va descriure una llei de creixement natural dels nombres, de tal manera que cada un d'ells sigui el resultat de la suma dels dos anteriors a partir dels dos primers que són el 0 i l'1.
Va ser inaugurada uns dies abans del començament dels Jocs Olímpics, el 21 de juliol de 1992. Des del primer moment ha sofert problemes pel pas de vehicles i la col·locació de carpes de circ a sobre. el 2004 es va renovar totalment la instal·lació, amb nous números, nova instal·lació elèctrica, creant desguassos per a eliminar l'aigua de les condensacions que s'acumulaven a les caixes de cada número, i posant vidres més gruixuts, però tot i així se segueixen trencant.
Forma part de l'exposició Configuracions urbanes, organitzada per la nominació de Barcelona com a seu dels Jocs Olímpics, que consisteix en vuit obres creades per sis artistes estrangers, un madrileny i un de català, que formen un recorregut pels barris de la Ribera, la Barceloneta i el Port Vell. El projecte va estar dirigit per la crítica d'art Gloria Moure.